# ویانوئوا دل دوکه
ویانوئوا دل دوکه (به اسپانیایی: Villanueva del Duque) یک دهستان در اسپانیا است که در استان کوردوبا (اسپانیا) واقع شده‌است. ویانوئوا دل دوکه ۱۳۷ کیلومتر مربع مساحت و ۱٬۵۸۰ نفر جمعیت دارد و ۵۸۵ متر بالاتر از سطح دریا واقع شده‌است.